# Adventure Comics
Adventure Comics è stata una serie a fumetti antologica pubblicata dalla casa editrice statunitense DC Comics dal 1935 al settembre 1983 per 503 numeri. La serie venne ripresa due volte, la prima nel 1999 per un numero unico, e la terza edita dal 2009 al 2011 con periodicità mensile per 26 numeri, riprendendo la numerazione con il numero 504 e finendo con il numero 529.
La serie è conosciuta anche come "The longest running title" della DC Comics per la sua lunga storia editoriale che parte dal 1935 precedendo la nascita delle altre serie storiche dell'editore ancora in pubblicazione: Detective Comics (marzo 1937), Action Comics (giugno 1938), Superman (giugno 1939) e Batman (maggio 1940).

## Storia editoriale
Inizialmente la serie si intitolava New Comics e divenne New Adventure Comics dal n.12 (gennaio 1937) per poi divenire definitivamente Adventure Comics dal n. 32 (novembre 1938). L'albo aveva inizialmente 64 pagine con diverse storie a fumetti di vario genere con contesti e personaggi differenti. realizzati da vari autori e la testata è priva di un preciso stile e questa libertà creativa mette le basi perché la testata divenga la serie sulla quale si crearono una moltitudine di personaggi e strutture narrative che andarono ad arricchire l'universo fumettistico della DC Comics. Il numero delle pagine scende da 64 a 56 nel giugno 1943 a seguito dell'impegno bellico degli Stati Uniti che impone un razionamento della carta condizionando il formato e la periodicità delle riviste. Dal n. 86 (giugno-luglio 1943) la serie diviene bimestrale e dal n. 93 (agosto-settembre 1944) il numero di pagine cala a 48. Nel dopoguerra la serie torna mensile a partire dal n. 103 (aprile 1946). Dal n. 205 (ottobre 1954) il formato diventa quello standard moderno di 32 pagine.
La testata viene pubblicato inizialmente dalla casa editrice National Allied Publishing di Malcolm Wheeler-Nicholson che, per problemi economici, dovette cercare nuovi soci i quali fondarono la Detective Comics Inc. nel 1937. Ufficialmente il nome dell'editore diventerà DC Comics solo a partire dal 1976.
Adventure Comics è la seconda serie, dopo New Fun che esordisce qualche mese prima, distribuita dalla National e il sesto titolo DC tra le serie con più alta numerazione (529) pubblicate dall'editore americano. Viene dopo Action Comics (904), Detective Comics (881), Superman (714), Batman (713), Wonder Woman (614). I dati sono aggiornati agli albi distribuiti con data di copertina ottobre 2011, mese nel quale tutte e 4 le serie citate vengono concluse in seguito al reboot del parco testate DC Comics dopo la pubblicazione della miniserie-evento Flashpoint. Bisogna notare che Dan Didio, redattore esecutivo DC Comics, ha ricevuto pressione dai lettori per cambiare la numerazione della serie Wonder Woman (vol. 3) in quanto il numero 45 (2010) è il seicentesimo se si tiene conto del risultato derivante dalla somma dei numeri pubblicati nelle serie precedenti dedicate al personaggio. Di conseguenza la numerazione della serie Wonder Woman è stata ottenuta per aggregazione e non sequenzialmente.
Dopo il ciclo di storie di Flashpoint nel 2011 la DC rilancia il suo parco testate con 52 nuove serie ma Adventure Comics non rientra tra queste mentre le altre serie storiche riprendono la pubblicazione ricominciando però da capo nel novembre 2011.

### Periodo Golden Age (1938-1956)
Il periodo Golden Age vede la nascita del genere dei supereroi col personaggio di Superman pubblicato sul primo numero di Action Comics nel giugno 1938 e Adventure Comics nasce sulla scia del successo di questa testata proponendo nuovi personaggi e, a partire dal 1939, vi esordiscono anche i primi eroi mascherati della serie:
- Sandman (Wesley Dodds, n. 40, luglio 1939): il personaggio non ha particolari poteri ma ha doti da detective e agisce mascherato; riprende caratteristiche di Batman che aveva debuttato pochi mesi prima su Detective Comics n. 27; dal n. 40 al 47 rimane il solo supereroe ad apparire nell'albo;
- Hourman (Rex Tyler, n. 48, marzo 1940), creato da Gardner Fox (testi) - Bernard Baily (disegni). Si tratta del primo personaggio con poteri sovraumani della serie. Sono indotti chimicamente e durano una sola ora alla volta. Dal n. 48 al n. 60 sono presenti sia storie di Sandman che di Hourman;
- Starman (n. 61, aprile 1941) alter ego di Ted Knight, è uno scienziato ed è lui stesso ad inventare un congegno chiamato Gravity Rod che gli permette di volare e lanciare colpi di energia; dal n. 61 al n. 72, tutte le copertine dell'albo sono dedicate a questo nuovo personaggio. All'interno sono presenti però anche le storie di Sandman e Hourman;
- Cavaliere Splendente (n. 66, settembre 1941) Shining Knight alter ego di Sir Justin, è un cavaliere di Re Artù che, dopo essere stato seppellito sotto una valanga, rimane ibernato fino ai giorni nostri; possiede un'armatura e una spada incantati, e poteri magici dategli da Merlino e farà parte del gruppo di supereroi Sette soldati della vittoria; (n. 66, settembre 1941);
- Sandy the Golden Boy (n. 69, dicembre 1941): ragazzino che si unisce a Sandman nella lotta al crimine; riprende esplicitamente i presupposti narrativi alla base della creazione di Robin su Detective Comics nel 1940; il suo nome è Sanderson Hawkins ed è un orfano con legami di parentela con Dian Belmont, fidanzata di Wesley Dodds; apparirà sempre nelle avventure di Sandman;
- n. 72 (marzo 1942): gli autori Joe Simon e Jack Kirby cominciano a collaborare alla serie realizzando un lungo ciclo di storie di Sandman dal n. 72 al n. 97 e dal n. 100 al n. 102;[11]
- Manhunter (Rick Nelson, n. 73, aprile 1942): creato da Joe Simon e Jack Kirby, nella serie ne era apparsa un'altra versione in cui il cui personaggio era Paul Kirk; Rick Nelson è un cacciatore che rimane ferito durante una battuta di caccia e decide di cambiare vita e combattere il crimine indossando una maschera; il primo Manhunter (Paul Kirk) era un poliziotto; sorprendentemente dal n. 74 il nome Rick Nelson ritorna ad essere Paul Kirk pur essendo ormai un personaggio differente;
- Sandman, Starman e Cavaliere splendente (dal n. 73 al n. 102, febbraio-marzo 1946) sono sempre presenti con le loro storie all'interno dell'albo e tutte le copertine di questo periodo sono dedicate a Sandman e sono realizzate da Jack Kirby, eccetto le copertine dei numeri 98-99, realizzate da Gil Kane;
- n. 103 (aprile 1946) è un numero di svolta della serie in quanto tutte le storie hanno come protagonisti supereroi e tra questi vi sono le avventure di Superboy; gli altri nuovi protagonisti sono: Johnny Quick, Freccia Verde e Aquaman; questi personaggi erano stati pubblicati sulla serie More Fun Comics fino al n. 107 e l'unico personaggio creato su Adventure Comics è il Cavaliere Splendente; il successo riscosso da Superboy farà sì che rimanga presente nell'albo e nell'immagine di copertina fino al n. 380 del maggio 1969.
- dal n. 103 al n. 171 (dicembre 1951), Superboy, Freccia Verde e Johnny Quick sono sempre presenti mentre Aquaman e Cavaliere Splendente non sono pubblicati con continuità;
- Il disegnatore Frank Frazetta realizza i disegni per le storie di Cavaliere Splendente nei numeri 150-151-153-155-157-159-161-163.
- n. 156 (settembre 1950) ha la prima copertina della serie accreditata al disegnatore Curt Swan (1920-1996) che diverrà il disegnatore che più di ogni altro definirà artisticamente il personaggio di Superman tra gli anni cinquanta e gli anni ottanta.[12]

Dal 1951 finisce il periodo noto poi come Golden Age e si ha un progressivo calo delle vendite e del processo creativo per il genere dei supereroi. La DC Comics interrompe la pubblicazione della Justice Society of America sulla serie All-Star Comics dal n. 57 (febbraio-marzo 1951) che dal n. 58 modifica il titolo in All-Star Western; nonostante ciò, Adventure Comics continua a essere pubblicata mantenendo al suo interno solo ed esclusivamente storie con supereroi. In particolar modo si segnala quanto segue:
- dal n. 172 al n. 204 (settembre 1954): contiene 4 storie in ogni numero. I personaggi sono Superboy, Johnny Quick, Aquaman e Lanterna Verde a volte aiutato da Speedy;
- n. 205 (ottobre 1954): diminuiscono il numero delle pagine. Da 40 si passa al formato standard moderno di 32 pagine. Su questo numero non è presente Johnny Quick e la sua ultima storia sulla serie è pubblicata sul n. 207 (dicembre 1954);
- n. 210 (marzo 1955): primo numero ad avere in copertina il simbolo del Comics Code Authority. Prima apparizione per il supercane Krypto;
- n. 211 (aprile 1955): in una storia realizzata da Otto Binder (testi) e Curt Swan (disegni), Superboy si vede nel futuro come Superman. Prima apparizione dell'Uomo d'Acciaio sulla serie;
- n. 216 (settembre 1955): Superboy e Superman si trovano a combattere insieme nella storia The Wizard City di Otto Binder (testi) - Curt Swan (matite) - George Klein (chine). La storia è stata selezionata dalla DC Comics come uno dei più grandi team-up mai raccontati sul personaggio di Superboy;[13]
- Le copertine dei numeri 192-197-198-199-200-201-207-208-209-210-212 e dal n. 214 al n. 228 vedono il contributo alle matite o alle rifiniture del disegnatore Curt Swan.

### Periodo Silver Age (1956-1969)
Nel 1956 l'editore Julius Schwartz cerca di riproporre i supereroi del periodo Golden Age in un nuovo contesto e con nuove origini, cambiando spesso lo stesso nome del personaggio. Su Showcase n. 4 (ottobre 1956) debutta il secondo Flash impersonato ora da Barry Allen senza fare nessun riferimento alla versione precedente impersonato da Jay Garrick. L'operazione ha successo e viene effettuata su altri personaggi come Lanterna Verde mentre Superman, Batman e Wonder Woman, che avevano continuato a essere pubblicati nelle loro collane fino al 1956, vengono fatti ringiovanire e non si accenna più al coinvolgimento nella seconda guerra mondiale; Superboy non subisce cambiamenti di contesto narrativo o delle sue origini e continua a essere pubblicato su Adventure Comics e Superboy, ponendo le basi per una prima anomalia nella continuity dell'universo DC Comics. I numeri che si segnalano sono i seguenti:
- n. 229 (ottobre 1956): primo numero di quella che venne poi indicata come Silver Age della serie; contiene tre storie di Superboy, Freccia Verde e Aquaman e debutta il personaggio di Topo, una piccola piovra che aiuterà Aquaman in diverse avventure (si riprende il concetto narrativo già visto con il supercane Krypto);
- n. 247 (aprile 1958): Superboy è protagonista della storia The Legion of the Super-Heroes di Otto Binder (testi) e Al Plastino (disegni) nella quale esordisce la Legione dei Supereroi ora composta da solo tre membri che arrivano nel presente dal XXX secolo: si tratta di Cosmic Boy, Lighting Lad e Saturn Girl che hanno compiuto il viaggio temporale per incontrare il giovane Kal-El ispiratore con le sue gesta della fondazione del supergruppo del futuro; questo albo segna una svolta storica per la serie in quanto la Legione dei Supereroi diverrà la protagonista di Adventure Comics nel periodo Silver Age;
- n. 250 (luglio 1958): nella storia The Green Arrows of the World di Dave Wood (testi) - Jack Kirby (matite) si presenta la versione Silver Age di Speedy (Roy Harper), nuova versione di quello creato su More Fun Comics n. 73 (novembre 1941) e sarà alla base della versione definitiva;[15] si tratta del primo albo della serie che rimodella un personaggio Golden Age.
- n. 253 (ottobre 1958): nella storia Superboy meets Robin The Boy Wonder, Superboy incontra Robin (Dick Grayson), che arriva dal futuro per salvargli la vita, Clark Kent apprende per la prima volta dell'esistenza di Batman, anche se non esiste ancora nel suo presente;
- n. 255 (dicembre 1958): la storia The splitting of Superboy di Otto Binder (testi) - George Papp (disegni) vede la prima apparizione della kryptonite rossa il cui effetto è quello di dividere Kal-El in due persone distinte, Superboy e Clark Kent senza poteri;
- n. 256 (gennaio 1959): nella storia The Green Arrow's First Case di Ed Herron (testi) - Jack Kirby (matite) si narrano le nuove origini di Freccia Verde (Oliver Queen) ma in questo caso non si ha una riscrittura del personaggio come avvenuto con Lanterna Verde ma una rinarrazione delle origini che lo inseriscono nel nuovo contesto narrativo dell'Universo DC Comics;
- n. 269 (febbraio 1960): esordio di Aqualad, giovane aiutante di Aquaman, creato nella storia The Kid from Atlantis di Robert Bernstein (testi) - Ramona Fradon (disegni);
- n. 271 (aprile 1960): in How Luthor met Superboy si narra del primo incontro tra Superboy e il giovane Lex Luthor; questo contraddice quanto accadrà nei decenni successivi nei quali il primo incontro sembra avvenire dopo che Clark è diventato definitivamente Superman e si trova già a Metropolis e quanto viene qui raccontato sembra essere al di fuori della continuity del personaggio; questa versione sarà però ripresa dall'autore Mark Waid nella miniserie Superman: Birthright (2003-2004) e quindi reinserita, anche se modificata, nel passato del personaggio;
- n. 283 (aprile 1961): nella storia The Phantom Superboy di Robert Bernstein (Testi) - George Papp (disegni) si introduce la dimensione chiamata Zona fantasma (Panthom zone) che diverrà parte integrante del mito di Superman, venendo utilizzata all'interno di numerose storie a fumetti, dei film cinematografici e delle serie televisive del personaggio;
- n. 346 (luglio 1966): presenta la prima storia della Legione dei Supereroi realizzata da Jim Shooter, all'epoca appena quattordicenne, che introduce quattro nuovi personaggi quali Principessa Projectra, Iron Lad, Karate Kid e Nemesis Kid oltre a creare una delle minacce aliene più temute dell'Universo DC Comics, cioè il popolo invasore Khund; nonostante la giovane età, Shooter inizia uno dei cicli più memorabili della storia della Legione;
- il successo riscosso dalle avventure di Superboy con la Legione dei Supereroi si riscontra nella nuova impostazione della serie che dal n. 300 (luglio 1962) al n. 380 (maggio 1969) vede sempre la storia principale e la copertina dedicati a questi personaggi.

### Periodo Bronze Age (1969-1983) - chiusura della prima serie
Nel triennio 1969-1971, i cambiamenti del panorama editoriale sono stati diversi e hanno contraddistinto quasi ogni serie di supereroi in pubblicazione. Per quanto riguarda Adventure Comics, il punto di svolta è il n. 381 (maggio 1969), il primo albo, dal 1946, a non presentare una storia con Superboy; la nuova protagonista è Supergirl (Linda Danvers). Questo nuovo periodo viene denominato Bronze Age e si estende fino alla pubblicazione di Crisi sulle Terre infinite negli anni ottanta (1985-1986), una miniserie con la quale la DC rinnova completamente la sua produzione editoriale e la continuity; tale periodo finisce per Adventure Comics nel 1983 quando la serie viene interrotta con il n. 503. I numeri che si segnalano sono i seguenti:
- dal n. 381 al n. 424 (ottobre 1972): Supergirl (Linda Danvers) diventa la protagonista della storia principale e delle copertine della serie;
- n. 425 (dicembre 1972): albo celebrativo in cui non sono presenti supereroi ma solo storie d'avventura;
- n. 428 (luglio 1973): debutta la supereroina Black Orchid I (Susan Linden-Thorne), primo supereroe creato sulla testata nel periodo Bronze Age e creata da Sheldon Mayer (testi) - Tony DeZuniga (disegni); il personaggio è presente sulla serie per soli tre numeri fino al n. 430 (novembre-dicembre 1973);
- dal n. 431 (gennaio-febbraio 1974) al n. 440 (luglio 1975) compare come protagonista lo Spettro I (Jim Corrigan) al quale sono anche dedicate le copertine;
- dal n. 441 (settembre 1975) al n. 453 (settembre 1977): Aquaman è presente sulle copertine e nella storia principale dell'albo ad eccezione del n. 453 che difatti vede il ritorno di Superboy; il secondo periodo di Superboy ha breve durata e si conclude con il n. 458 (luglio 1978) e il forte calo di vendite del 1978 ha un forte impatto anche su questa serie;
- dal n. 459 (settembre 1978) al n. 466 (novembre-dicembre 1979): periodo caotico in cui la serie non assume una direzione precisa: il formato aumenta fino a 64 pagine e presenta diverse storie che includono personaggi quali Flash II (Barry Allen), Aquaman, Justice Society of America, Deadman e altri;
- n. 467 (gennaio 1980): si cerca di dare un'identità alla serie attraverso la creazione di un nuovo Starman ma non si tratta del personaggio alter ego di Ted Knight (Starman I) che debuttò sul n. 61 (aprile 1941), ma è un nuovo personaggio alter ego di Principe Gavyn e, cronologicamente, è il quarto Starman dopo Ted Knight, Starman II (che nella continuity pre-Crisis era stato Bruce Wayne[17]) e Starman III (Mikaal Tomas); i creatori sono Paul Levitz (testi) - Steve Ditko (matite);
- n. 478 (dicembre 1980): ultima apparizione di Starman IV;
- dal n. 479 (marzo 1981) al n. 490 (febbraio 1982): gli autori riprendo l'idea del dispositivo che può creare superpoteri[18][19]; la serie prende il nome di Adventure Comics presents Dial H for Hero e, per tentare di rivitalizzare la serie, si chiede ai lettori di proporre i superpoteri da dare ai personaggi e lo slogan di copertina diventa The Comic You Create (il fumetto creato da voi) ma l'idea non riscuote successo e continua l'inesorabile declino della serie;
- dal n. 491 (settembre 1982) al n. 503 (settembre 1983): cambia formato e diventa una rivista formato digest di 100 pagine contenente molte storie ma quasi tutte sono ristampe; con il n. 503, ultimo albo pre-Crisis, la serie viene interrotta per 26 anni; la copertina dell'ultimo numero è di Ross Andru (matite) - Joe Rubinstein (chine) e sulla copertina spicca la frase Final Issue (Numero Finale).

### Adventure Comics 80-Page Giant (1998)
Dopo la chiusura della serie nel 1983, la DC Comics non ha più pubblicato un albo Adventure Comics fino al 1998. In quell'anno è uscito un numero unico dal titolo Adventure Comics 80-Page Giant (ottobre 1998) che riprendeva lo spirito originale della serie. Difatti presenta otto storie ognuna realizzata da autori diversi e con personaggi differenti:
- Darkness Fallen / Protagonisti: Johnny Thunder, Wonder Woman (a indossarne il costume è la regina Hippolyta)
- The Long Shot / Protagonista: Freccia Verde II (Connor Hawke)
- The Great Divide / Protagonista: Capitan Marvel
- Glug-Glug Ka-Pow / Protagonista: Superboy (Kon-El, il clone realizzato utilizzando il Dna di Superman e Lex Luthor)
- Team Work / Protagonisti: alcuni membri della Legione dei Supereroi di una realtà alternativa.
- Child Labor / Protagonista: Supergirl (Linda Danvers)
- History of Adventure Comics: Paul Kupperberg racconta la vicenda editoriale di Adventure Comics.
- Bizarro must think / Protagonista: Bizarro.

### Adventure Comics (Vol. 2 - 1999)
Nel maggio 1999 viene pubblicato un numero unico della testata dal titolo Stars and Atoms, realizzato da James Dale Robinson e David S. Goyer (testi) - Peter Snejbjerg (matite) - Keith Champagne (chine). L'albo si ricollega narrativamente al ciclo di storie The Justice Society Returns!. La vicenda si svolge verso la fine della seconda guerra mondiale e vede i membri di allora della Justice Society affrontare la minaccia di Stalker, un essere semi-divino che vuole cessare tutte le guerre distruggendo la stessa razza umana. Per questo crea sette discepoli ai quali affida diversi compiti. Nell'albo All-Star Comics n. 1 (maggio 1999) la Justice Society si divide in sette gruppi di due per fermarli. Vengono quindi pubblicati sette albi con differenti membri della Justice Society che poi si riuniranno in All-Star Comics n. 2 (maggio 1999) per sconfiggere lo stesso Stalker. In Adventure Comics si vedono in azione Starman I (Ted Knight) e Atomo (Al Pratt) che si recano a fermare uno dei discepoli recatosi alla base militare di Los Alamos in Nuovo Messico. Qui Robert Oppenheimer sta sviluppando la bomba atomica con l'aiuto dello stesso Ted Knight. Il discepolo di Stalker riesce ad assorbire uranio-235 ma viene fermato con una gravity rod modificata e il coraggio di Atomo che riesce a resistergli e che risulta immune alle radiazioni. Lo si imputa a una sua precedente lotta contro Cyclotron che gli ha inondato il corpo di energia atomica.
La copertina dell'albo ricalca fedelmente il logo e il design della copertina che la serie Adventure Comics aveva durante la Golden Age.

### Adventure Comics Special featuring The Guardian n. 1 (2009)
Numero unico (one-shot) avente come protagonista The Guardian e pubblicato nel gennaio 2009. La storia si inserisce nel ciclo di storie noto come New Krypton:
- Superman's Pal, Jimmy Olsen Special n. 1 (prologue, dicembre 2008);
- Superman: New Krypton Special, parte I (dicembre 2008);
- Superman n. 681, parte II (dicembre 2008);
- Adventure Comics Special featuring The Guardian n. 1, parte III (gennaio 2009);
- Action Comics n. 871, parte IV (gennaio 2009).

La vicenda riguarda i rapporti tra la razza umana e i sopravvissuti di Krypton che ora si trovano sulla Terra. Sono usciti dalla prigione miniaturizzata conosciuta come la Bottiglia della città di Kandor.
Questo albo è il primo della serie Adventure Comics a non avere nessuna delle caratteristiche tipiche di questo titolo:
- non contiene diverse storie con personaggi differenti;
- la copertina non presenta l'impostazione classica della serie Golden Age;
- il protagonista The Guardian (Jim Harper) non è stato creato su Adventure Comics ma su Star Spangled Comics n. 7 (aprile 1942) da Joe Simon e Jack Kirby. Inoltre non ha mai avuto nessuna storia pubblicata sulla serie Adventure Comics.

### La ripresa della serie regolare (2009-2011): Adventure Comics (Vol. 3)
Diversi anni dopo (2009) la redattrice Elisabeth V. Gehrlein insieme allo scrittore Geoff Johns decidessero di pubblicare una nuova serie della testata riprendendo in copertina anche la numerazione originale. Nel 2009 la DC Comics decide di riprendere la pubblicazione della serie su base mensile. Sulla copertina è presente una doppia numerazione: il primo numero riporta il numero 504 in quanto la casa editrice vuole ricollegarsi alla numerazione della prima serie. Come anticipazione del rilancio della serie regolare, la DC Comics ha pubblicato l'albo Adventure Comics n. 0 (aprile 2009). Contiene la ristampa della prima apparizione della Legione dei Supereroi realizzata da Otto Binder (testi) - Al Plastino (disegni). Originariamente era stata pubblicata su Adventure Comics n. 247 (aprile 1958). La copertina rende omaggio a quella del 1958. Il disegnatore è Aaron Lopresti. Rispettando la tradizione in ogni albo vi sono contenute due storie diverse:
- dal n. 504 (ottobre 2009) al n. 506 (dicembre 2009): Superboy con The Boy of Steel di Geoff Johns (testi) - Francis Manapul (disegni) mentre l'altra ha come protagonisti i membri della Legione dei Super-Eroi con Long live the Legion di Geoff Johns (testi) - Clayton Henry (disegni).;
- n. 507 (gennaio 2010): Superboy-Prime che si ricollega agli eventi della miniserie La notte più profonda; nella seconda parte dell'albo continua la storia della Legione;
- n. 508 (febbraio 2010): si conclude la storia di Superboy Prime e viene seguita da una storia di Superboy che si ricollega a The Boy of Steel;
- n. 509 (marzo 2010): un'unica storia che vede Superboy trovarsi di fronte a Lex Luthor; per la prima volta un albo Adventure Comics della serie regolare ha un'unica storia;
- n. 510 (aprile 2010): in seguito agli eventi della miniserie La notte più profonda, Superboy diviene membro del Corpo delle Lanterne Nere ma, grazie a Wonder Girl e ad un paradosso temporale, riesce a liberarsi dell'anello nero di Nekron;
- dal n. 511 (maggio 2010) al n. 514 (luglio 2010): la serie si collega alla saga The Last Stand of New Krypton che vede il suo epicentro narrativo sulle pubblicazioni di Superman; nei cinque albi di Adventure Comics si assiste alle ripercussioni che questi eventi hanno su Superboy (Kon-El) e sull'intervento della Legione dei Super-Eroi nel nostro presente; tali eventi portano anche a creare le basi per le nuove storie della Legione nel suo tempo (cioè il XXXI secolo);
- A partire dal n. 516 (settembre 2010) la serie torna definitivamente alla sua numerazione originale e sulle copertine non compare più la doppia numerazione; l'autore Paul Levitz inizia un ciclo di storie che riguardano i primi anni di vita della Legione dei Super-Eroi[23] insieme a Clark Kent adolescente nei panni di Superboy; sulla copertina dell'albo si evidenzia il nuovo corso con il titolo Superboy and the Legion of Super-Heroes: the early years;
- dal n. 516 al n. 521 (febbraio 2011): oltre alle storie della Legione dei Supereroi, come seconda storia è presente un'avventura in più parti di Atomo (nella sua versione Silver Age) dell'autore Jeff Lemire (testi);
- n. 522 (marzo 2011): un'unica storia della Legione dei Super-Eroi degli autori Paul Levitz (testi) - Geraldo Borges (matite) - Marlo Alquiza (chine);
- dal n. 523 (aprile 2011) al n. 529 (ottobre 2011): la serie racconta le storie dei giovani cadetti che aspirano a far parte della Legione; sulla copertina la nuova direzione narrativa è indicata dal sottotitolo starring Legion Academy;
- n. 529 è l'ultimo albo della serie; nell'estate del 2011 la DC Comics lancia l'evento editoriale Flashpoint che porta ad una ristrutturazione di tutto il parco testate della casa editrice e nascono nuove serie e quelle già in corso di pubblicazione, come Action Comics e Detective Comics, vengono rilanciate con la numerazione che parte da capo;[24] ma Adventure Comics non rientra in questa iniziativa e viene sospesa per la seconda volta.

## Raccolte originali
La DC Comics pubblica delle raccolte in edizione cartonata (in inglese denominate Hard Cover o abbreviate in HC) oppure in edizione brossurata economica (denominate Trade Paperback, abbreviazione TB) contenenti storie della serie già pubblicate e che vengono ristampate in un nuovo formato. I volumi già usciti o annunciati di prossima distribuzione sono:
- Jerry Siegel, Don Cameron, AA.VV., Adventures of Superboy vol. 1 HC[9], materiale Raccolto: More Fun Comics n. 101-107 / Adventure Comics n. 103-121, copertina di Jack Burnley, New York, DC Comics, 28 luglio 2010.
- Jim Shooter, Nelson E. Bridwell, Cary Bates, AA.VV., Showcase Presents: The Legion of Super-Heroes vol. 4[9], materiale Raccolto: Adventure Comics n. 369-380, Action Comics n. 378-387/389-392, Superboy n. 172/173/176/183/184/188/189/190, 512 pp. B/N, copertina di Curt Swan e Mike Esposito, New York, DC Comics, 22 settembre 2010.
- Paul Levitz - Gerry Conway (testi), AA.VV. (disegni), Showcase Presents: All-Star Comics vol. 1 TB[9], materiale Raccolto: All-Star Comics n. 58-74, Adventure Comics n. 461-466 (starring Justice Society of America), 448 pp., B/N, copertina di Brian Bolland, New York, DC Comics, 21 settembre 2011.